# Stany graniczne (wojna secesyjna)
     stany graniczne
     pozostałe stany Unii
     stany Konfederacji
     zorganizowane terytoria USA

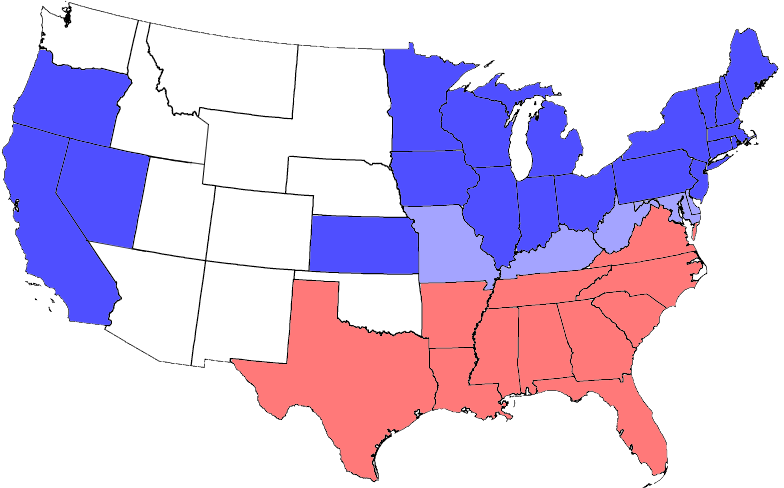
Podział w czasie wojny secesyjnej:
stany graniczne
pozostałe stany Unii
stany Konfederacji
zorganizowane terytoria USA

Stany graniczne (ang. border states) – w kontekście wojny secesyjnej termin odnoszący się do pięciu niewolniczych stanów: Delaware, Kentucky, Marylandu, Missouri i Wirginii Zachodniej, które graniczyły z wolnymi stanami i należały do Unii. Wszystkie poza Delaware graniczyły ze stanami, które wstąpiły do Konfederacji. W Kentucky i Missouri istniały obok siebie prounijne i prokonfederackie rządy. Wirginia Zachodnia powstała w roku 1863 z północno-zachodnich hrabstw Wirginii, które oderwały się od macierzystego stanu, nim ten jeszcze zgłosił akces do Konfederacji. Wprawdzie z każdego stanu niewolniczego (oprócz Karoliny Południowej) po stronie Unii walczyły jakieś wojska, najbardziej dramatycznie przedstawiała się sytuacja w stanach granicznych, gdzie częstokroć członkowie tej samej rodziny walczyli po przeciwnych stronach.
Dwa terytoria niebędące jeszcze stanami: Terytorium Indiańskie (dzisiejszy stan Oklahoma) i Terytorium Nowego Meksyku (dzisiejsze Arizona i Nowy Meksyk) również zezwalały na niewolnictwo, chociaż – mimo jego legalności – niewolników było tam bardzo niewielu. W czasie wojny większość plemion indiańskich w Oklahomie zawarła sojusz z konfederatami i walczyła po ich stronie. Mieszkańcy Terytorium Nowego Meksyku byli podzieleni, przy czym linia podziału na zwolenników Unii i Konfederacji przebiegała wzdłuż 34. równoleżnika.
Ze swą geograficzną, społeczną, polityczną i gospodarczą przynależnością zarówno do Północy, jak i Południa, stany graniczne przyczyniały się do zacierania kulturowej granicy pomiędzy obiema częściami kraju. Po rekonstrukcji większość stanów granicznych przyjęła Prawa Jima Crow, ale w następnych latach część z nich (przede wszystkim Delaware i Maryland) zaczęła przyjmować „północny” sposób życia, podczas gdy inne (szczególnie Kentucky i Wirginia Zachodnia) ciążyły ku Południu.
Proklamacja Emancypacji Lincolna, która weszła w życie 1 stycznia 1863 roku odnosiła się wyłącznie do terytoriów nieznajdujących się pod kontrolą Unii, a więc nie mogła mieć odniesienia do stanów granicznych. Lincoln uważał, że – zgodnie z Konstytucją – likwidacja niewolnictwa w stanach niebędących w otwartym konflikcie z Unią winna następować w wyniku działań legislacyjnych, a więc w wyniku poprawek do konstytucji stanowych. Maryland, Missouri, i Wirginia Zachodnia zmieniły swoje konstytucje stanowe, by zdelegalizować niewolnictwo. Niewolnictwo w Kentucky i Delaware (jak również jego szczątki w Wirginii Zachodniej i New Jersey) nie zakończyło się przed ratyfikacją 13. poprawki do Konstytucji w roku 1865.

## Delaware
Mniej niż 2 procent populacji Delaware było niewolnikami, a ponad 90 procent jego czarnej populacji była wolna. W styczniu 1861 r. Zgromadzenie Generalne Delaware odrzuciło secesję z dużą przewagą głosów, Izba Reprezentantów jednogłośnie. Nieliczni właściciele niewolników i sympatycy Konfederacji mieszkali głównie w południowych hrabstwach, przy granicy z wschodnim wybrzeżem Marylandu.

## Maryland
W związku z tym, że Wirginia przyłączyła się do Konfederacji, wojska Unii chcące dostać się do stolicy musiały maszerować przez Maryland. Gdyby Maryland również opowiedział się za secesją, Waszyngton zostałby całkowicie okrążony. Marylandzka Legislatura odrzuciła secesję w roku 1861, ale gubernator Hicks sprzeciwił się temu. W rezultacie na teren stanu wkroczyły wojska Unii. Po zawieszeniu działania na terenie stanu prawa habeas corpus przez Lincolna, kilku lokalnych ustawodawców, jak również burmistrz i szef policji miasta Baltimore, którzy byli zwolennikami secesji, zostało aresztowanych i uwięzionych przez władze Unii. Podczas wojny żołnierze z Marylandu walczyli po obu stronach: w armii Unii 60 tys., w konfederackiej 25 tys.
Maryland nie został objęty w roku 1863 Proklamacją Emancypacji. Stan w roku 1864 przyjął nową konstytucję i wyzwolił wszystkich niewolników.

## Kentucky
Stan Kentucky miał strategiczne znaczenie dla zwycięstwa Unii w wojnie. Lincoln miał kiedyś powiedzieć: Myślę, że utrata Kentucky to tyle samo, co przegranie całej gry. Jeśli Kentucky przepadnie, nie utrzymamy ani Missouri, ani Marylandu. Wszystko jest przeciw nam, a praca do wykonania zdecydowanie nas przerasta (ang. I think to lose Kentucky is nearly the same as to lose the whole game. Kentucky gone, we cannot hold Missouri, nor Maryland. These all against us, and the job on our hands is too large for us).
Gubernator Beriah Magoffin zaproponował, by stany niewolnicze, jak Kentucky, potwierdzały wierność Konstytucji i pozostały w Unii. Gdy jednak Lincoln zażądał, by 75 tys. mężczyzn zgłosiło się do armii, Magoffin – zwolennik Południa – odparł, że Kentucky nie może dostarczyć wojska dla dokonania sprawy tak niegodziwej, jak podbój siostrzanych stanów Południa.
Kentucky próbowało pozostać neutralne, wydając 20 maja 1861 roku proklamację, w której prosiło obie strony konfliktu o trzymanie się z daleka. Neutralność została złamana przez konfederackiego generała Polka, który latem tegoż roku zajął Columbus, chociaż przedtem Unia prowadziła tam zupełnie otwarcie zaciągi do wojska. W odpowiedzi legislatura Kentucky wydała rezolucję nakazującą gubernatorowi zażądać wycofania konfederackich wojsk z terenu stanu. Magoffin zawetował proklamację, ale legislatura weto to obaliła. Następnie legislatura zdecydowała się wspierać unijnego generała Granta i jego wojska stacjonujące w Paducah, argumentując to tym, że konfederaci złamali obietnicę i wkroczyli na teren stanu jako pierwsi. W roku 1862 legislatura przegłosowała ustawę odbierającą obywatelstwo stanu tym wszystkim, którzy zaciągnęli się do konfederackiej armii. Tak oto neutralne Kentucky stało się otwartym zwolennikiem Unii.
Jednak gdy konfederacki generał Albert Sidney Johnston zajął Bowling Green (Kentucky) latem 1861 roku, odłam polityczny, występujący jako „Russellville Convention”, utworzył „Skonfederowany Rząd Kentucky”, który został uznany przez CSA jako stan członkowski. Kentucky miała przedstawiać gwiazda centralnie umieszczona na bojowym sztandarze Southern Cross. Konwencja miała miejsce w hrabstwie Logan 18 listopada 1861 roku, stu szesnastu delegatów z sześćdziesięciu ośmiu hrabstw „obaliło” istniejące władze i stworzyło „rząd tymczasowy” podlegający nowemu konfederackiemu gubernatorowi George’owi Johnsonowi. 10 grudnia 1861 Kentucky stało się trzynastym stanem przyjętym do konfederacji. Kentucky, podobnie jak Missouri, było stanem mającym reprezentację w obu kongresach i liczne oddziały wojskowe w walczących ze sobą armiach.
Magoffin, wciąż egzystujący jako oficjalny gubernator z siedzibą w Frankfort, nie mógł uznać postanowień lokalnych konfederatów, a tym bardziej prób utworzenia drugiego rządu w jego stanie. W dalszym ciągu deklarował neutralność Kentucky w wojnie, mimo że legislatura otwarcie popierała Unię. W końcu, wobec rozłamu w jego własnej partii, pozbawiony poparcia w społeczeństwie i w legislaturze, zrezygnował w roku 1862.
Bowling Green było okupowane przez konfederatów do lutego 1862, kiedy to generał Grant ruszył z Missouri przez Kentucky wzdłuż granicy tego stanu z Tennessee. Konfederacki gubernator Johnson uciekł z Bowling Green na południe i dołączył do sił konfederackich w Tennessee. Po jego śmierci w bitwie pod Shiloh nowym konfederackim gubernatorem mianowany został Richard Hawes. Jednak wobec tego, że wojska Unii okupowały prawie cały stan, konfederacki rząd Kentucky istniał tylko na papierze, a jego obecność w Kongresie była śladowa. Został rozwiązany wraz z końcem wojny wiosną 1865 roku.

## Missouri
Po secesji stanów południowych nowo wybrany gubernator Missouri wezwał legislaturę do zwołania stanowej konwencji konstytucyjnej dla wypowiedzenia się za lub przeciw secesji. Konwencja ta opowiedziała się za pozostaniem stanu w Unii, ale odmówiła poparcia dla zdławienia rebelii stanów południowych przez Stany Zjednoczone. Prokonfederacki gubernator Claiborne F. Jackson nie był zadowolony z wyniku głosowania. Zwołał milicję stanową na doroczne ćwiczenia pod Saint Louis. Jackson miał plany odnośnie do arsenału w St. Louis i w tajemnicy utrzymywał kontakty z prezydentem CSA Jeffersonem Davisem; jego zamiarem było uzbrojenie milicji z St. Louis w karabiny oraz działa z arsenału w Baton Rouge. Powiadomiony o tych zamiarach kpt. Nathaniel Lyon, komendant arsenału uderzył pierwszy, otoczył swymi żołnierzami obóz milicjantów i zmusił ich do poddania się. Gdy prowadził jeńców do arsenału przez centrum miasta, wybuchły krwawe zamieszki znane jako Camp Jackson Affair.
Te wydarzenia przyczyniły się do wzrostu poparcia dla konfederatów. Prokonfederacka legislatura poparła w głosowaniu gubernatorski projekt powołania Gwardii Stanowej Missouri. Gubernator Jackson mianował Sterlinga Price’a, który przewodniczył konwencji, generałem-majorem tej unowocześnionej i rozbudowanej milicji. Price i unijny dowódca dystryktu Harney doszli do porozumienia, co zmniejszyło napięcia na obszarze stanu na kilka tygodni. Gdy Harney został odwołany, a jego miejsce zajął Lyon, doszło do ponownego spotkania w St. Louis pomiędzy Lyonem, jego politycznym sprzymierzeńcem Francisem P. Blairem, Price’em i Jacksonem. Negocjacje zakończyły się niczym; po kilku bezowocnych godzinach Lyon wypowiedział swe słynne słowa: to znaczy wojna! (ang. this means war!). Price i Jackson natychmiast wyjechali z miasta.
Jackson, Price oraz legislatura stanowa zostali zmuszeni 14 czerwca do ucieczki ze stolicy stanu Jefferson City w obliczu gwałtownej ofensywy Lyona mianowanego właśnie generałem milicji. Wobec nieobecności gubernatora, Konwencja Konstytucjonalna stanu Missouri (1861–1863) zebrała się ponownie pod koniec lipca. 30 dnia tego miesiąca uznała, że stanowiska rządowe w stanie zostały zwolnione i wybrała nowego (tymczasowego) gubernatora. Został nim Hamilton Gamble. Administracja prezydenta Lincolna natychmiast zatwierdziła ten wybór, bowiem Gamble zapewniał powstanie prounijnej milicji i zaciągi do armii Północy.
Teraz wybuchły gwałtowne walki pomiędzy siłami Unii a armią składającą się z Gwardii Stanu Missouri gen. Price’a i wojsk Konfederacji z Arkansasu i Teksasu pod dowództwem Bena McCullocha. Po zwycięstwie w bitwie nad Wilson’s Creek i oblężeniu Lexington secesjoniści musieli wycofać się do południowo-zachodniego Missouri, bowiem z północy nadciągały znaczne posiłki unionistów. 30 października 1861 w miejscowości Neosho, Jackson zwołał legislaturę stanową na wychodźstwie, podczas której przegłosowana została secesja stanu Missouri. Zostało to natychmiast zaaprobowane przez konfederacki Kongres i 28 listopada Missouri zostało przyjęte do Konfederacji.
Wkrótce potem ciało to – wobec napływu nowych wojsk Unii – musiało uchodzić do Arkansas. Wprawdzie oddziały regularnej armii konfederatów przeprowadziły kilka rajdów w głąb Missouri, walki na terenie stanu w ciągu następnych trzech lat sprowadzały się do działań partyzanckich. Gerylasami byli głównie partyzanci z Południa: William Quantrill, Frank James i Jesse James. Taka taktyka, zapoczątkowana przez tzw. Missouri Partisan Rangers, była dość powszechna na terenach konfederackich okupowanych przez wojska Unii. Powojenna przestępcza działalność braci Jamesów była postrzegana jako kontynuacja walki partyzanckiej.
Gubernator Thomas C. Fletcher zlikwidował niewolnictwo w Missouri 11 stycznia 1865 proklamacją o mocy dekretu.

## Wirginia Zachodnia
Poważne różnice pomiędzy wschodnią i zachodnią częścią Wirginii nie wystąpiły bynajmniej dopiero zimą 1860/61. Historyk Wirginii Zachodniej C.H. Ambler pisze, że „w okresie 1830–1850 było zaledwie kilka lat, kiedy nie istniała obawa rozbicia wspólnoty”. Zachodnia część stanu w tamtym okresie „była postępowa i otwarta”, podczas gdy wschodnia „pogrążała się w gnuśnym konserwatyzmie”. Niezadowolenie zachodu wywoływała nieproporcjonalna (w stosunku do populacji) liczba przedstawicieli wschodu w legislaturze oraz nierówny podział dóbr stanowych. Wschód uzasadniał swoją dominację gospodarką opartą na niewolnictwie, bowiem „posiadanie niewolników mogło być zagwarantowane i zabezpieczone jedynie poprzez danie ich panom głosu we władzach, by mogli bronić swoich interesów”. W roku 1851 tzw. „Virginia Reform Convention” doprowadziła do uznania, że na zachodzie mieszka więcej białych niż na wschodzie, co doprowadziło do znaczących zmian. Wszyscy biali zostali zrównani w prawach, a wyboru gubernatora miano odtąd dokonywać w bezpośrednich głosowaniu wszystkich uprawnionych. W niższej izbie legislatury fotele miał być obsadzane proporcjonalnie do liczby ludności, aczkolwiek w izbie wyższej nadal obowiązywała mieszana zasada ludnościowo-majątkowa.
W roku 1859 doszło do kolejnych napięć, z tym że teraz miały one miejsce w części zachodniej, podzielonej na północ i południe; ta druga była bardziej zadowolona ze zmian roku 1851. Historyk Daniel W. Crofts pisze „Ci z północnego zachodu narzekali, że stali się wasalami wschodniej Wirginii bezlitośnie okładanymi rosnącymi podatkami dla jej wygody”. Oczekiwane na zachodzie zmiany, jak np. kanał pomiędzy rzekami James i Kanawha czy linie kolejowe łączące wschód z zachodem, obiecano zbudować, ale nie zbudowano. Na zachodzie mieszkało o 135 tysięcy więcej białych niż na wschodzie, ale to wschód rządził w stanowym senacie. W Izbie Reprezentantów Kongresu, z powodu przyjęcia ustawy 3:5, jedynie pięciu spośród trzynastu przedstawicieli Wirginii pochodziło z zachodniej części stanu. Wybory gubernatora w roku 1859 rozczarowały obie partie na zachodzie. W rezultacie przeciwnicy niewolnictwa z Partii Wigów zaczęli skłaniać się do przejścia do Partii Republikańskiej; w wyborach prezydenckich roku 1860 Abraham Lincoln otrzymał 2000 głosów zachodnich Wirgińczyków.

### Rozpad Wirginii
W grudniu 1860 roku w Wirginii publicznie rozprawiano o podziale stanu. Czołowe dzienniki wschodniej części stanu, jak „Richmond Inquirer”, „Richmond Examiner” czy „Norfolk Argus” otwarcie wzywały do stanowej secesji. Podobnie było na zachodzie. 12 kwietnia 1861 roku John S. Carlisle zorganizował spotkanie 1200 mieszkańców hrabstwa Harrison. Zgromadzeni przyjęli rezolucję nawołującą do utworzenia nowego stanu oddzielonego granicą od Wirginii. Rezolucja została szeroko rozpropagowana. Każde hrabstwo miało wyznaczyć „pięciu najmądrzejszych, najlepszych i najbardziej znanych” ludzi jako delegatów na przygotowywany zjazd. Historyk Allan Nevins napisał: „Ten spontaniczny ruch rozprzestrzeniał się z szybkością wiatru. We wszystkich społecznościach odbywały się zebrania mieszkańców”.
Unioniści z Wirginii zebrali się w Wheeling w dniach 13–15 maja, oczekując na wyniki stanowego referendum na temat secesji. Zebrało się tam ponad czterystu delegatów z 27 hrabstw. Większość członków delegacji została wytypowana podczas zgromadzeń ludowych, a niektórzy przybyli z własnej woli. Wydawca gazety „Wheeling Western Star” nazwał to „masowym zgromadzeniem, a nie spotkaniem wybranych przedstawicieli”.
Carlisle, stojąc na tle transparentu z napisem „New Virginia, now or never”, wzywał do natychmiastowego utworzenia nowego stanu składającego się z trzydziestu dwóch hrabstw. W czasie swego przemówienia powiedział: „Zacznijmy działać; rozwiedźmy się z tym potwornym uzurpatorem; pokażmy swoją przynależność do Wirginii i do Unii. Bez sensu jest wołać o pokój, gdy tego pokoju nie ma; dajcie mi wolność albo śmierć”.
W ogólnostanowym głosowaniu za secesją opowiedziało się 132 201 uprawnionych, przeciw było 37 451.
Późną wiosną roku 1861 wojska Unii z Ohio wkroczyły do zachodniej Wirginii z zamiarem ochrony linii kolejowej B&O. Generał George B. McClellan 3 czerwca w Philippi, 11 lipca w Rich Mountain i 11 września w Carnifex Ferry „kompletnie zniszczył konfederackie umocnienia w zachodniej Wirginii”. Jednak po tych zwycięstwach większość wojsk Unii została wycofana ze stanu, by wspierać działania McClellana gdzie indziej, co spowodowało, że gubernator Boreman napisał z Parkersburga „Cały kraj na południe i wschód od nas jest otwarty dla konfederatów”. W środkowej, południowej i wschodniej części Wirginii Zachodniej walki partyzanckie trwały do roku 1865. Najazdy i pobory urządzane przez konfederatów trwały przez całą wojnę. Trudno ocenić, jak wielu żołnierzy z Wirginii Zachodniej służyło w armiach Unii i Konfederacji, ale ostatnie badania podają niemal identyczną liczbę 22–25 tysięcy po każdej ze stron.
Nowa konstytucja została wprowadzona wiosną roku 1862 i została przyjęta przez nowo powstałe władze w maju tegoż roku. Aprobata Kongresu i podpisanie przez Lincolna nastąpiło 31 grudnia 1862 roku.